# Drehkolbenpumpe

Drehkolbenpumpe (Roots-Pumpe)
Zwei abdichtend verkämmte Drehkolben fördern Fluid entlang der Außenwände

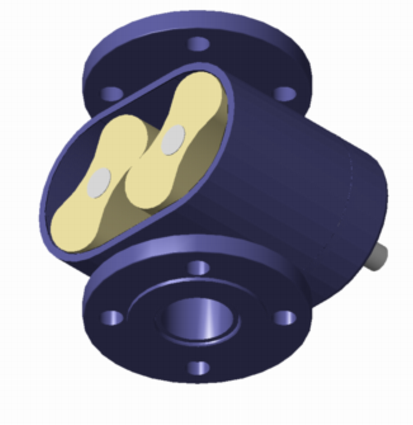
Roots-Gebläse (3D-Ansicht)

Drehkolbenpumpen, auch Roots-Pumpen, sind selbstansaugende oder bedingt selbstansaugende, ventillose, positive Verdrängerpumpen mit zwei ineinander verkämmt laufenden Drehkolben. 
Als Vorförder-Gebläse für nachgeschaltete Vakuumpumpen werden sie auch mit berührungslos arbeitenden Rotoren gefertigt (Roots-Gebläse). 
Die Bezeichnung als Roots-Kompressor ist irreführend, da keine innere Verdichtung stattfindet, so dass sich die Pumpe nur schlecht zur Kompression von Gasen eignet. Trotzdem wird sie aufgrund der einfachen und zuverlässigen Technik auch zur Motoraufladung eingesetzt, wobei das Roots-Gebläse technisch zwar als Kompressor wirkt, jedoch mit schlechtem Wirkungsgrad. Der Wirkungsgrad fällt mit zunehmender Druckdifferenz (oberhalb von etwa 1 bar) stark ab, weil beim Öffnen der nicht verdichtenden Luftkammern auf der Druckseite bereits komprimiertes Gas in diese ausweicht, wodurch die bereits geleistete Arbeit in Strömungsverluste umgesetzt wird.

## Funktion und Aufbau

Drehkolbenpumpe (Roots-Pumpe)
verkämmte Drehkolben (1,3) im Gehäuse (2) a: Fluid Einlass, b: Transport, c: Auslass

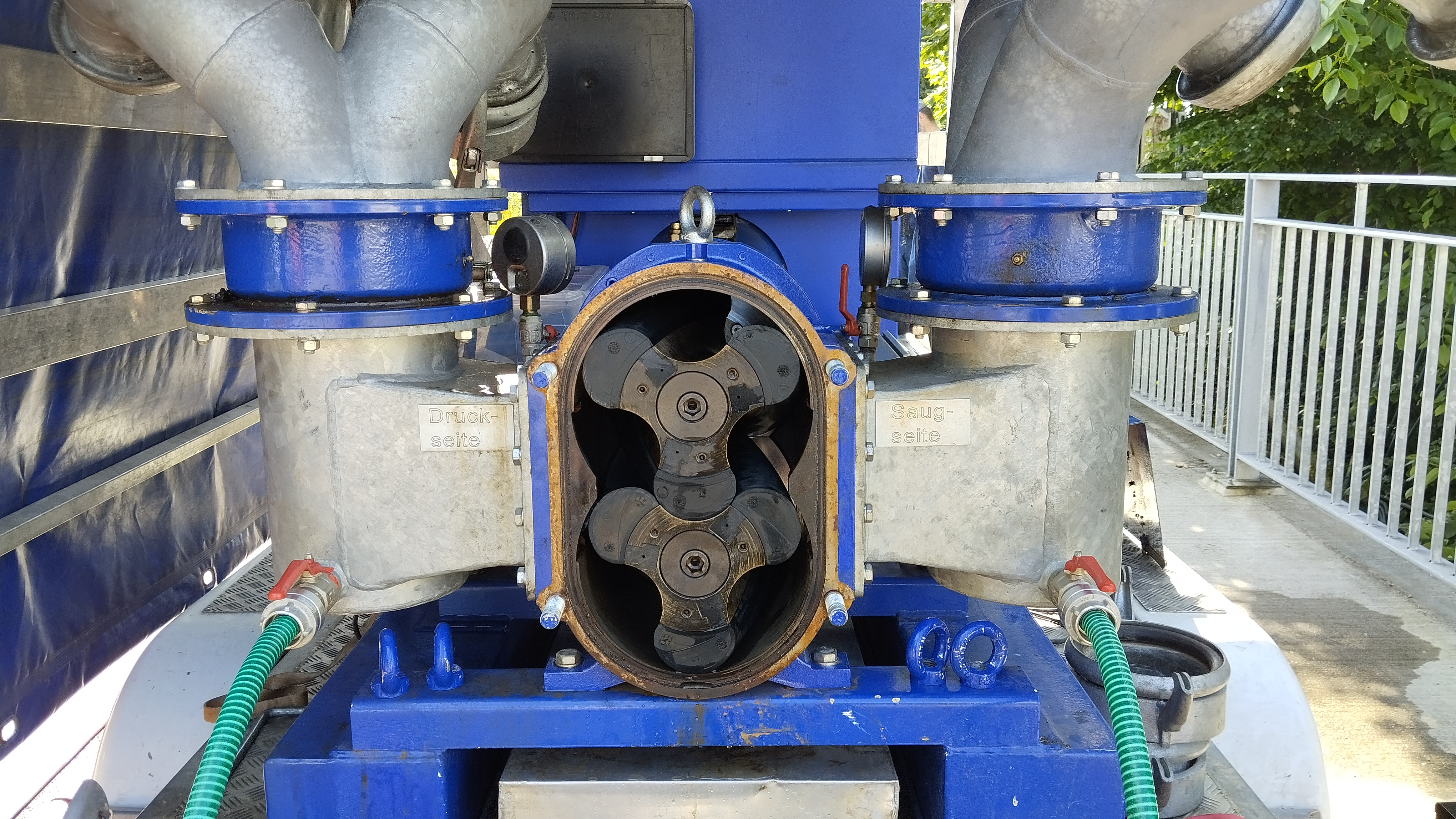
Drehkolbenpumpe mit drei Fächern verdeutlicht den Übergang zum Prinzip der Zahnradpumpe (hier Pumpe des THW für bis zu 5 m³/min, geöffnet für Wartungsarbeiten).

Durch die Drehung des Rotorenpaares (1, 3) entsteht an der Ansaugseite (a) (die von der Drehrichtung des Antriebes bestimmt wird) ein Unterdruck, der das Fördermedium ansaugt. Das Fördermedium wird durch die Rotoren (b) an der Pumpenwand (2) entlang in den Druckbereich (c) getrieben. 
Mit einer Umdrehung des Antriebs werden zwei bis sechs Raumfüllungen verdrängt, abhängig von der Anzahl der Rotorflügel. Bei Stillstand der Pumpe dichten gummierte Rotoren den Durchfluss fast vollständig ab. Drehkolben ohne Gummierung haben Untermaß, um die Reibung zu vermindern, so dass eine vollständige Abdichtung nicht möglich ist.

### Sicherheitskammer (Quench)
Manche Drehkolbenpumpen verfügen über eine Zwischenkammer zwischen Pumpen- und Getriebegehäuse.
Diese ist mit einer Flüssigkeit gefüllt, die mehrere Aufgaben erfüllt:
- Sie wirkt als Sicherheitskammer für die Gleitringdichtung, zeigt Leckagen der Gleitringdichtung durch Überlauf an der Einfüllöffnung an und schmiert die Verbindung zwischen Wellen und Rotoren.
- Sie verhindert das Eindringen von Fördermedium in das Gleichlaufgetriebe.
- Außerdem schützt ein Quenchmedium vor Trockenlauf.

### Varianten
Neben den geraden Kolben in der Pumpenkammer gibt es auch Ausführungen mit gewendelten, berührungsfrei laufenden Rotoren (sogenannten Wendelkolben), wobei die dreiecks- oder trapezförmigen Kammeröffnungen exakte Dichtlinien zu den gewendelten Rotoren bilden. Durch diese Variante wird die Pulsation der Pumpe vermindert, das Fördermedium wird weniger zerstört. Die Kolben können auch mit Gummi ummantelt sein. Damit erhält man eine selbstansaugende Pumpe, die jedoch Abrieb erzeugt. Hieraus kann eine Verunreinigung des Mediums mit Kolbenabrieb entstehen.
Der Rotor kann mit Klauen ausgestattet werden; dies ergibt eine höhere Kompression bei ungleichmäßigerem Ausstoß (Klauenpumpe). Das Anlaufmoment von Drehkolbenpumpen ist abhängig von ihrer Bauart: ob sich die Drehkolben gegenseitig berühren, Kontakt zur Gehäusewandung haben oder nicht.
Um eine noch bessere Produktschonung zu erreichen, gibt es auch sinusförmig gewendelte Rotorenpaare.
Die Kavität kann auch zwischen drei gleichlaufenden Rotoren erzeugt werden, wodurch sich ein axialer Ausstoß ergibt.

### Förderbereich
Eine Drehkolbenpumpe fördert in Abhängigkeit von der Viskosität des Mediums Volumenströme von etwa 1–1500 m³/h. Klauenpumpen sind bis 300 m³/h lieferbar.

## Eigenschaften von Drehkolbenpumpen
- Drehkolbenpumpen sind auch für Medien mit hohen Trubstoffgehalten geeignet und arbeiten auch bei schwankenden Feststoffanteilen zuverlässig.
- Unterschiedliche Feststoffgehalte beeinflussen nicht die Fördermenge und die Mengenschwankungen bei durch die Feststoffmenge bewirkten Druckänderungen sind gering.
- Wegen ihres großen freien Kugeldurchgangs und der niedrigen Pumpendrehzahlen sind sie gegen Verstopfungen, Verzopfungen und Fremdkörper relativ unempfindlich.
- Die Drehkolbenpumpe ist selbstansaugend oder bedingt selbstansaugend und ihre üblicherweise symmetrische Konstruktion erlaubt eine Drehrichtungs- und damit Förderrichtungs-Umkehr – ein Vorteil, der besonders für die Entleerung von Feststoffsammlern genutzt wird.
- Eine Drehkolbenpumpe kann sowohl niedrig- als auch hochviskose Medien fördern.[3] Dadurch können sie etwa in der Zuckerindustrie sowohl für Ablauf oder Melasse als auch Kornfuß oder Magma (Mischung aus Kristallzucker und Dicksaft) eingesetzt werden. Dies reduziert die Kosten für die Ersatzteilhaltung sowie den Schulungsaufwand.
- Der Wirkungsgrad von Drehkolbenpumpen ist höher als der vieler anderer Verdrängerpumpen wie Klappenpumpen. Mit dem Energieverbrauch sinken auch die Investitionskosten für Antrieb und Regelung (wie etwa Frequenzumrichter). Da die Energie den größten Anteil an den Lebensdauerkosten einer Pumpe ausmacht, ist dieser Vorteil ein wesentliches Kriterium bei der Auswahl der Pumpenart.
- Drehkolbenpumpen sind kompakt gebaut. Die Saug- und Druckanschlüsse liegen in einer Linie.
- Das System aus Drehstrom-Asynchronmotor und Drehkolbenpumpe hat eine flache Druck-Mengen-Kennlinie: Bei einer Erhöhung des Förderdrucks geht der Volumenstrom nur unwesentlich zurück, dabei steigt die Leistungsaufnahme. Bei Kreiselpumpen hingegen fällt der Volumenstrom bei steigenden Förderdrücken rapide ab.
- Viele Drehkolbenpumpen arbeiten ohne Innere Verdichtung im Gegensatz etwa zu Flügelzellenpumpen. Der isentrope Wirkungsgrad ist geringer als bei Innerer Verdichtung.

Drehkolbenpumpe mit 3 Fächern (verdeutlicht den Übergang zum Prinzip der Zahnradpumpe)
Drehkolbenpumpe (Roots-Pumpe) mit gewendelten Drehkolben (Schrägverzahnung)
Die Kontur des Läufers ist aus Rollkurven zusammengesetzt: Epizykloide (rot, außen) und Astroide (blau, innen)
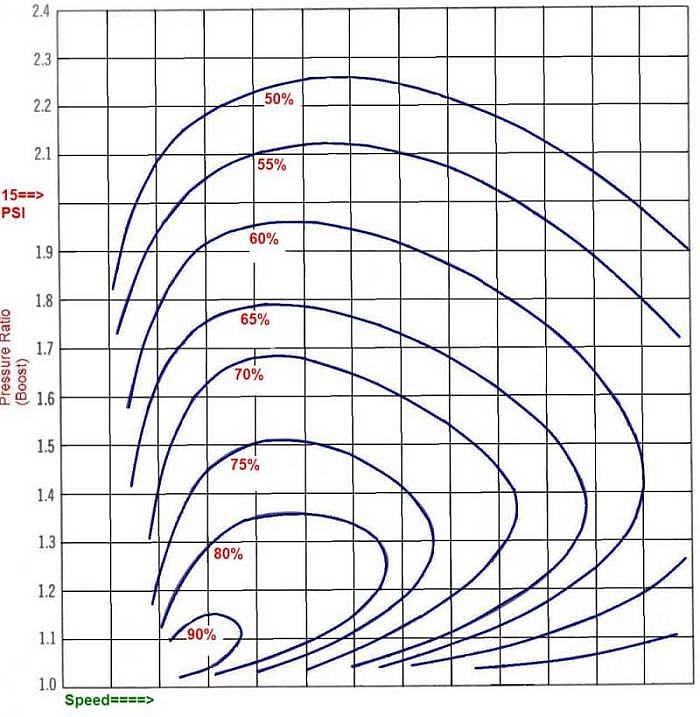
Der Wirkungsgrad nimmt stark ab mit wachsendem Druckverhältnis

## Spezielle Bauformen
In der Lebensmittel-, Pharma- und Chemieindustrie wird eine Bauform mit der Bezeichnung Kreiskolbenpumpe verwendet.  
Die auf das Fördermedium wirkenden Scherkräfte sind bei dieser Bauform gering. Daraus resultiert eine gleichmäßigere Förderung von niedrig- bis hochviskosen Medien, auch mit Feststoffanteilen (z. B. unzerkleinerte Früchte). Zudem ist der Pumpeninnenraum und alle mit der Förderflüssigkeit in Berührung kommenden Teile so ausgeführt, dass sie ohne Demontage mittels Durchlaufspülung rückstandsfrei gereinigt werden können (CIP Reinigung).
In der Vakuumtechnik wird eine Bauform mit der Bezeichnung Wälzkolbenpumpe verwendet.